# Uplifting trance
Uplifting Trance também chamado de Epic trance ou Euphoric Trance, é uma ampla vertente do Trance, com estilo melódico, animado, eufórico e viajante. O nome emergiu logo após o progressive trance em 1996, e é derivado do sentimento que aflora quando é ouvido, segundo os ouvintes. O gênero, que se originou na Alemanha, é extremamente popular na cena trance, e é um dos estilos mais dominantes dentro do EDM.

## Características
No geral, o Uplifting Trance é um estilo muito mais leve do que outros gêneros de trance. Em vez do tom mais sombrio de Psy Trance, o Uplofting usa progressões de acordes semelhantes ao Progressive Trance, mas os acordes das faixas geralmente se apóiam em um acorde maior, e o equilíbrio adequado entre os acordes (maior e menor) em uma progressão, determinará o quão "feliz" ou "triste " a faixa será.
O gênero apresenta progressões de acordes maiores mais longas em todos os elementos (sintetizador principal, baixo e agudo). Ele também contém breakdowns maiores e possui notas arpejadas (a parte melódica da música, geralmente consistindo em sons do tipo "Saw Synths / Square Lead") para o fundo, trazendo determinados efeitos para o primeiro plano (o elemento harmônico da música, ou "preenchimento de fundo", geralmente consistindo de progressões de acordes de coro / voz / cordas de sintetizador). Existe uma relação estreita entre o Uplifting Trance e o Uplifting House.
Como regra geral, o Trance costuma ser produzido entre 128-140 BPM. O Uplifting Trance comumente adota o Sidechain comprimido, uma técnica de produção moderna. É comumente referido como "ducking the kick", onde as cordas e sintetizadores de fundo têm seu volume automatizado, criando um efeito pulsante no off-beat.

## Etimologia
O termo tem sido usado para descrever o que a maioria das outras pessoas chama de "Epic Trance" na cena trance do Reino Unido para descrever alguns atos comerciais de trance fora do Reino Unido, como Brooklyn Bounce e Darude, que criaram alguma confusão na terminologia e classificação. Muitos fãs do Reino Unido chamam isso de Uplifting House. O termo também é usado na cena de Psy Trance, embora esse estilo não tenha a intenção de soar eufóricos.

## Status Atual
Começando na última parte dos anos 2000, o Uplifting Trance teve uma avalanche de interesse entre novos e antigos fãs e se restabeleceu na cena trance, interpretado por artistas importantes como 4 Strings, ATB, Ferry Corsten, Armin van Buuren, Dash Berlin, RAM, Tiësto e Above & Beyond. (Uma década antes, Paul Oakenfold, Sasha & Digweed e Paul van Dyk  haviam despertado o interesse).
Hoje em dia, Uplifting surgiu como um subgênero de EDM amplamente popular com DJs e produtores como John O'Callaghan , Daniel Kandi, Bryan Kearney, Andy Blueman, Aly & Fila, Sean Tyas e Super8 & Tab, focando particularmente no Uplifting Trance como seu gênero predominante, e outros, como Jason van Wyk, Above & Beyond, que incluem o Uplifting Trance como parte de seu repertório mais amplo. Além disso, estações de rádio online como Paris One e Afterhours.FM são significativamente dedicadas ao Uplifting Trance. Em setembro de 2009, o Afterhours.FM organizou o "Uplift Day" exclusivamente dedicado ao Uplifting Trance.